# 33. oklepni polk (Italija)
33. oklepni polk Littorio je bil oklepni polk (Kraljeve) Italijanske kopenske vojske.